# El facilitador
El facilitador (2013) es una película chileno-ecuatoriana dirigida por Víctor Arregui y escrita por Víctor Arregui, Anahí Hoeneisen y Joaquín Carrasco. Los protagonistas son María Gracia Omegna, Francisco Febres Cordero, Juan Carlos Terán y Marco Bustos.
Esta es la tercera película del director Víctor Arregui después de Fuera de juego (2002) y Cuando me toque a mi (2008), y compartió cartelera con otra película suya, Rómpete una pata(2013).
La película se estrenó el 1 de noviembre de 2013 y se proyectó en la tercera edición del Festival de cine La Orquídea que llevada a cabo en la ciudad de Cuenca del 15 al 22 de noviembre de 2013.

## Sinopsis
Elena, hija de un hombre de negocios, regresa a Ecuador a petición de su padre enfermo. Allí se encuentra con un amigo de la infancia, Galo, y comienza a colaborar con él en tareas de ayuda y organización de las comunidades indígenas.

## Elenco
- Reiner interpretado por Christoph Baumann.
- Miguel Aguirre interpretado por Francisco Febres Cordero.
- Elena Aguirre interpretado por María Gracia Omegna.
- Tío César interpretado por Juan Carlos Terán.
- Galo interpretado por Marco Bustos.
- Diputado Zambrano interpretado por Andrés Crespo.